# CyberConnect2
CyberConnect2 er et videospiludviklingsfirma, som er mest kendt for deres arbejde med .hack-serien samt en serie af kampspil baseret på Naruto-franchisesen.
Spil udviklet af CyberConnect2 inluderer:

## .hack-spil

### .hack-serien
- .hack//Infection (PlayStation 2)
- .hack//Mutation (PlayStation 2)
- .hack//Outbreak (PlayStation 2)
- .hack//Quarantine (PlayStation 2)
- .hack//frägment (PlayStation 2, PC)

### .hack//G.U.-serien
- .hack//G.U. vol. 1//Rebirth (PlayStation 2)
- .hack//G.U. vol. 2//Reminisce (PlayStation 2)
- .hack//G.U. vol. 3//Redemption (PlayStation 2)

## Naruto: Ultimate Ninja-serien
- Naruto: Ultimate Ninja (PlayStation 2)
- Naruto: Ultimate Ninja 2 (PlayStation 2)
- Naruto: Narutimate Portable (PlayStation Portable)
- Naruto: Narutimate Hero 3 (PlayStation 2)
- Naruto Shippūden: Narutimate Accel (PlayStation 2)

## Andre spil
- Silent Bomber (PlayStation)
- Tail Concerto (PlayStation)
- Dragon Ball Z Explosive Combat (PlayStation 3, Xbox 360, Wii U)